# Конечная станция
«Конечная станция» (англ. Terminus) — короткометражный документальный фильм режиссёра Джона Шлезингера, вышедший на экраны в 1961 году. Лауреат премии BAFTA за лучший короткометражный фильм. По своей стилистике (показ повседневности, отсутствие закадрового комментария) лента близка принципам движения «Свободное кино».

## Сюжет
Фильм рассказывает об одном дне из жизни лондонского вокзала Ватерлоо. Множество эпизодов, на которые разбит фильм, показывают работу служб вокзала (диспетчеры, дикторы, кассиры, бюро находок), многочисленные встречи и проводы. Среди пассажиров — мужчины и женщины, старики и дети, простые люди и знаменитости, преступники в наручниках и даже несколько гробов.